# Kínai labdarúgó-szövetség
Kínai labdarúgó-szövetség (CFA) (kínaiul: Zhōngguó Zúqiú Xiéhuì 
 (Csungkuo Cucsiu Hsziehuj) Kína nemzeti labdarúgó-szövetsége, sportosztályi minőségben.

## Történelme
Ázsiai földön 1919-ben játszott első válogatott mérkőzés résztvevője. 1924-ben alapították, fejlődés a tajvani kérdés miatt teljesen lelassult, tevékenysége megszűnt. 1949-ben újból megalapították. Egy hongkongi csapat Kína névvel részt vett az 1954-es Ázsiai Játékokon. A Kínai Labdarúgó-szövetség tiltakozásul 1958-ban kilépett a FIFA-ból. A kínai labdarúgás nagy ívben kerülte a nemzetközi szereplést. 1989-től a politikai helyzet jelentős változásának eredményeként ma már gőzerővel folyik a labdarúgás fejlesztése, népszerűsítése. Működésének székhelye Peking.
1994-ben megalakították a Jia-A és a Jia-B Ligátt, 2004-ben a Szuper Ligát. A szövetség működteti a nemzeti bajnokságot, a nemzeti kupát, a női- és a férfi korosztályos válogatottak, a futsal válogatottak, illetve a strandlabdarúgó válogatott munkáját. A női labdarúgás nemzetközi eredményei elismerésre méltóak: 1995-ös női labdarúgó-világbajnokságon negyedik, az 1999-es női labdarúgó-világbajnokságon ezüstérmes.
| Időpont          | Helyszín                 | Mérkőzés típusa                   | Mérkőzés            | Eredmény |
| ---------------- | ------------------------ | --------------------------------- | ------------------- | -------- |
| 1919. február 4. | Központi Stadion, Manila | első válogatott mérkőzés Ázsiában | Kína–Fülöp-szigetek | 1 : 2    |

## Elnökök
| Chairman - Huang Zhong (1955 - 1979) - Li Fenglou (1979 - 1985) - Yuan Weimin (1985 - 1989) - Nian Weisi (1989 - 1992) - Yuan Weimin (1992 - 2004) - Liu Peng (2004 - elnök) | Vice chairman - Sun Baorong (1989 - 1992) - Jun-Sheng Wang (1992 - 2000) - Yan Shiduo (2000 - 2004) - Xie Yalong (2005 - 2008) - Nan Yong (2009) - Wei Di (2010 - elnök) |